# Zygocera similis
Zygocera similis är en skalbaggsart som beskrevs av Stefan von Breuning 1939. Zygocera similis ingår i släktet Zygocera och familjen långhorningar. Inga underarter finns listade i Catalogue of Life.